# USS LST-119
O USS LST-119 foi um navio de guerra norte-americano da classe LST que operou durante a Segunda Guerra Mundial.